# Championnat d'Ouganda de football 1991
Navigation
Édition précédente Édition suivante
La saison 1991 du Championnat d'Ouganda de football est la vingt-deuxième édition du championnat de première division ougandais. Douze clubs ougandais prennent part au championnat organisé par la fédération. Les équipes rencontrent deux fois leurs adversaires, à domicile et à l'extérieur. En fin de saison, les deux derniers du classement sont relégués et remplacés par les quatre meilleurs clubs de deuxième division.
Le championnat est interrompu avant son terme. Comme plus des trois-quarts des rencontres ont été disputées, le classement au moment de l'arrêt est considéré comme final. C'est Kampala City Council qui remporte la compétition cette saison après avoir terminé en tête du classement, avec deux points d'avance sur Villa SC, vainqueur des cinq derniers championnats. C'est le sixième titre de champion d'Ouganda de l'histoire du club.

## Participants
- Spears Motors FC
- Entebbe Works FC - Promu de D2
- Villa SC
- Kampala City Council
- Nsambya Old Timers FC
- Uganda CI FC
- Express FC
- Coffee SC
- Airlines FC
- Nytil FC - Promu de D2
- Busia FC - Promu de D2
- Bell FC - Promu de D2

## Compétition

### Classement
Le classement est établi sur le barème de points classique : victoire à 2 points, match nul à 1, défaite à 0.
| Rang | Équipe                | Pts | J  | G  | N | P  | Bp | Bc | Diff |
| ---- | --------------------- | --- | -- | -- | - | -- | -- | -- | ---- |
| 1    | Kampala City Council  | 35  | 19 | 16 | 3 | 0  | 44 | 11 | +33  |
| 2    | Villa SCT             | 33  | 19 | 14 | 5 | 0  | 40 | 7  | +33  |
| 3    | Coffee SC             | 31  | 20 | 13 | 5 | 2  | 39 | 10 | +29  |
| 4    | Express FCC           | 31  | 20 | 13 | 5 | 2  | 39 | 10 | +29  |
| 5    | Spears Motors FC      | 22  | 22 | 7  | 8 | 7  | 33 | 29 | +4   |
| 6    | Nsambya Old Timers FC | 19  | 21 | 6  | 7 | 8  | 18 | 19 | -1   |
| 7    | Airlines FC           | 16  | 19 | 5  | 6 | 8  | 23 | 27 | -4   |
| 8    | Entebbe Works FCP     | 15  | 22 | 7  | 1 | 14 | 21 | 34 | -13  |
| 9    | Bell FCP              | 14  | 20 | 4  | 6 | 10 | 19 | 36 | -17  |
| 10   | Uganda CI FC          | 12  | 22 | 4  | 4 | 11 | 22 | 33 | -11  |
| 11   | Nytil FCP             | 10  | 22 | 2  | 6 | 14 | 13 | 42 | -29  |
| 12   | Busia FCP             | 8   | 21 | 1  | 6 | 14 | 12 | 47 | -35  |

|  | Qualification pour la Coupe des clubs champions africains 1992          |
|  | Qualification pour la Coupe des Coupes 1992                             |
|  | Qualification pour la Coupe de la CAF 1992                              |
|  | Relégation en deuxième division                                         |
|  | T : Tenant du titre C : Vainqueur de la Coupe d'Ouganda P : Promu de D2 |

## Bilan de la saison
| Championnat d'Ouganda de football 1991                             |                                 |
| Champion                                                           | Kampala City Council (6e titre) |
| Coupes et trophées                                                 |                                 |
| Vainqueur de la Coupe d'Ouganda 1991                               | Express FC                      |
| Qualifications continentales                                       |                                 |
| Coupe des clubs champions africains 1992                           | Kampala City Council            |
| Coupe d'Afrique des vainqueurs de coupe de football 1992           | Express FC                      |
| Coupe de la CAF 1992                                               | Villa SC                        |
| Coupe CECAFA des clubs 1992                                        | Aucun                           |
| Promotions et relégations                                          |                                 |
| Promus en Championnat d'Ouganda de football                        | Uganda Commercial Bank FC       |
| Promus en Championnat d'Ouganda de football                        | Nile Breweries FC               |
| Promus en Championnat d'Ouganda de football                        | Arua Municipal Council          |
| Promus en Championnat d'Ouganda de football                        | Green Valley FC                 |
| Relégués en Championnat d'Ouganda de football de deuxième division | Nytil FC                        |
| Relégués en Championnat d'Ouganda de football de deuxième division | Busia FC                        |